# Stadio comunale di Braga
L'Estádio Municipal de Braga (in italiano Stadio Municipale di Braga) è uno stadio calcistico portoghese da circa trentamila spettatori che ospita le partite casalinghe dello Sporting Clube de Braga; è stato inaugurato nel 2003 ed è stato sede di due incontri del campionato europeo l'anno successivo.
L'impianto ha la particolare caratteristica di essere ricavato sul sedimento della vecchia cava di Monte do Castro; infatti, uno dei lati corti del terreno di gioco termina proprio al di sotto della parete rocciosa.

## Storia
L'esigenza di dotare la città di Braga di uno stadio nuovo sorse in seguito all'assegnazione del campionato europeo al Portogallo.
Il progetto per la costruzione fu affidato all'architetto Eduardo Souto de Moura, che disegnò una struttura di gusto brutalista in cemento armato; i lavori iniziarono nel 2002 e terminarono l'anno successivo, a fronte di un costo complessivo di oltre cento milioni di euro.
La partita inaugurale si giocò il 31 dicembre 2003 e fu un'amichevole vinta dallo Sporting Clube Braga contro gli spagnoli del Celta Vigo.
Nell'estate del 2004 si disputarono due partite della fase a gironi del campionato europeo: la sfida vinta dalla Danimarca contro la Bulgaria e quella vinta dall'Olanda contro la Lettonia.
Il 27 gennaio 2005 il presidente dell'istituto portoghese del patrimonio architettonico, avviò una pratica per classificare lo stadio come patrimonio nazionale; nello stesso anno, il lavoro di Souto de Moura fu riconosciuto con il premio Secil de Arquitectura dall'allora presidente Jorge Sampaio. Tra il 2006 e il 2011 arrivarono altri due premi: il Chicago Athenaeum International Architecture Award e il premio Pritzker.
Nel luglio del 2007 lo Sporting Clube Braga annunciò una sponsorizzazione triennale con AXA, compagnia di assicurazioni francese.

## Partite
Campionato europeo
| Data           | Vincitore | Risultato | Sconfitto | Fase     |
| -------------- | --------- | --------- | --------- | -------- |
| 18 giugno 2004 | Danimarca | 2-0       | Bulgaria  | Girone C |
| 23 giugno 2004 | Olanda    | 3-0       | Lettonia  | Girone D |

## Galleria d'immagini

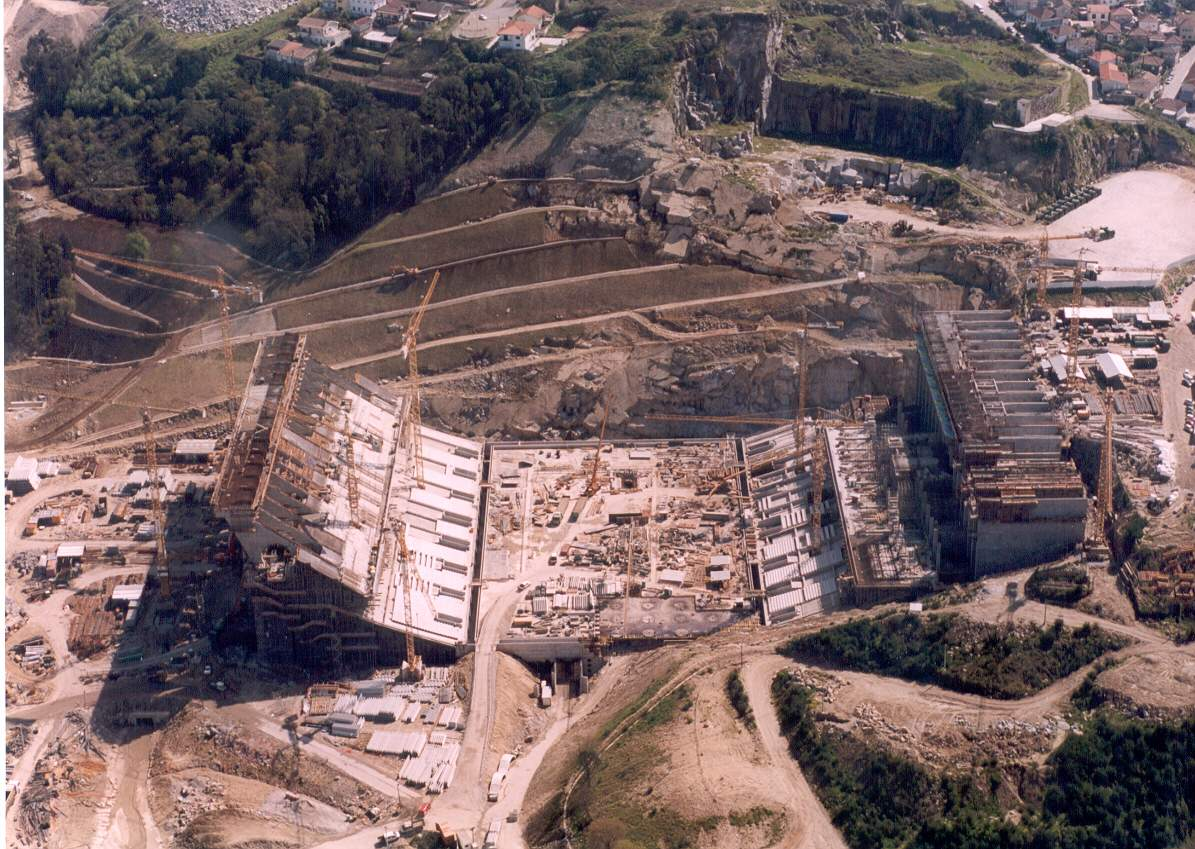
Lavori di costruzione
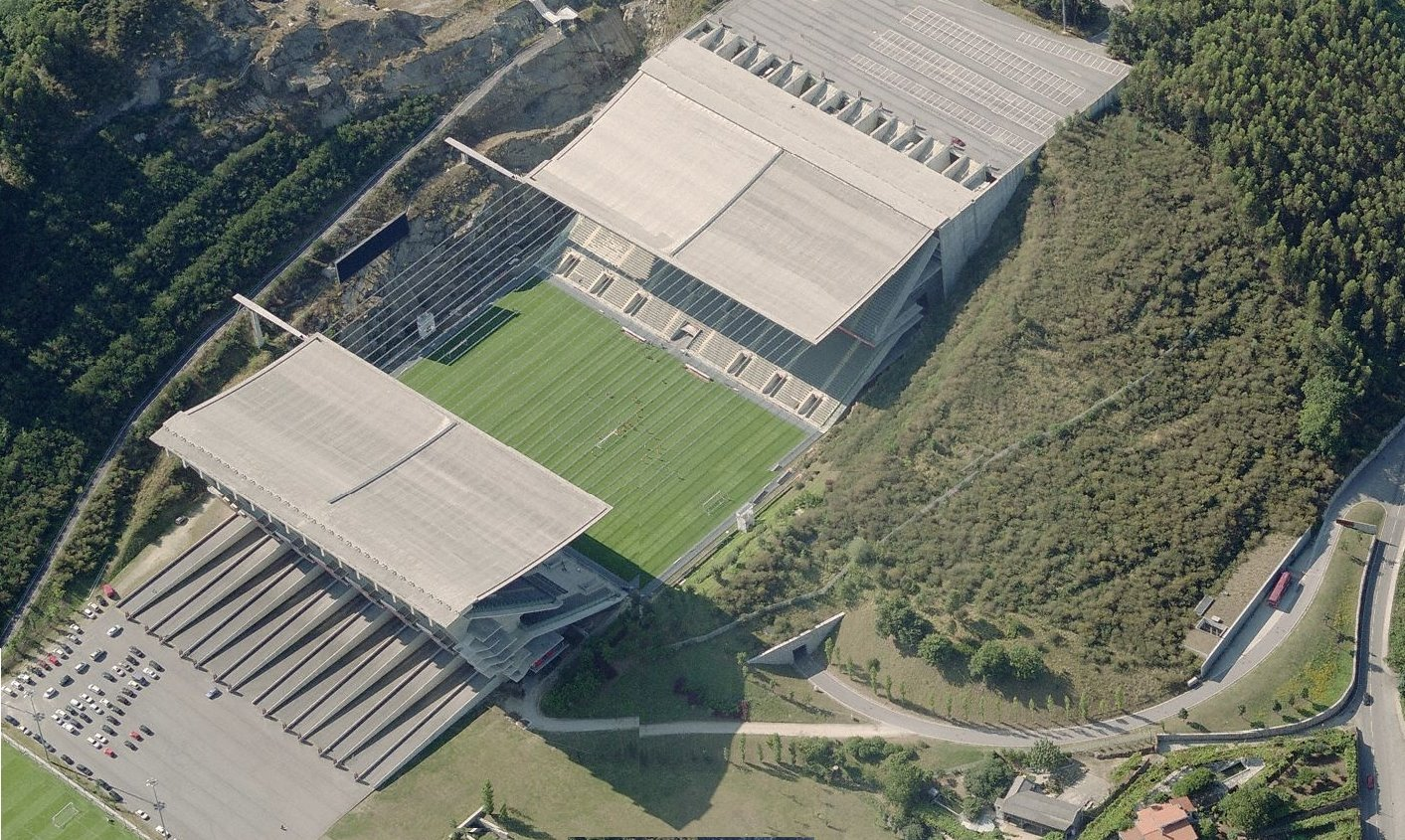
Vista aerea
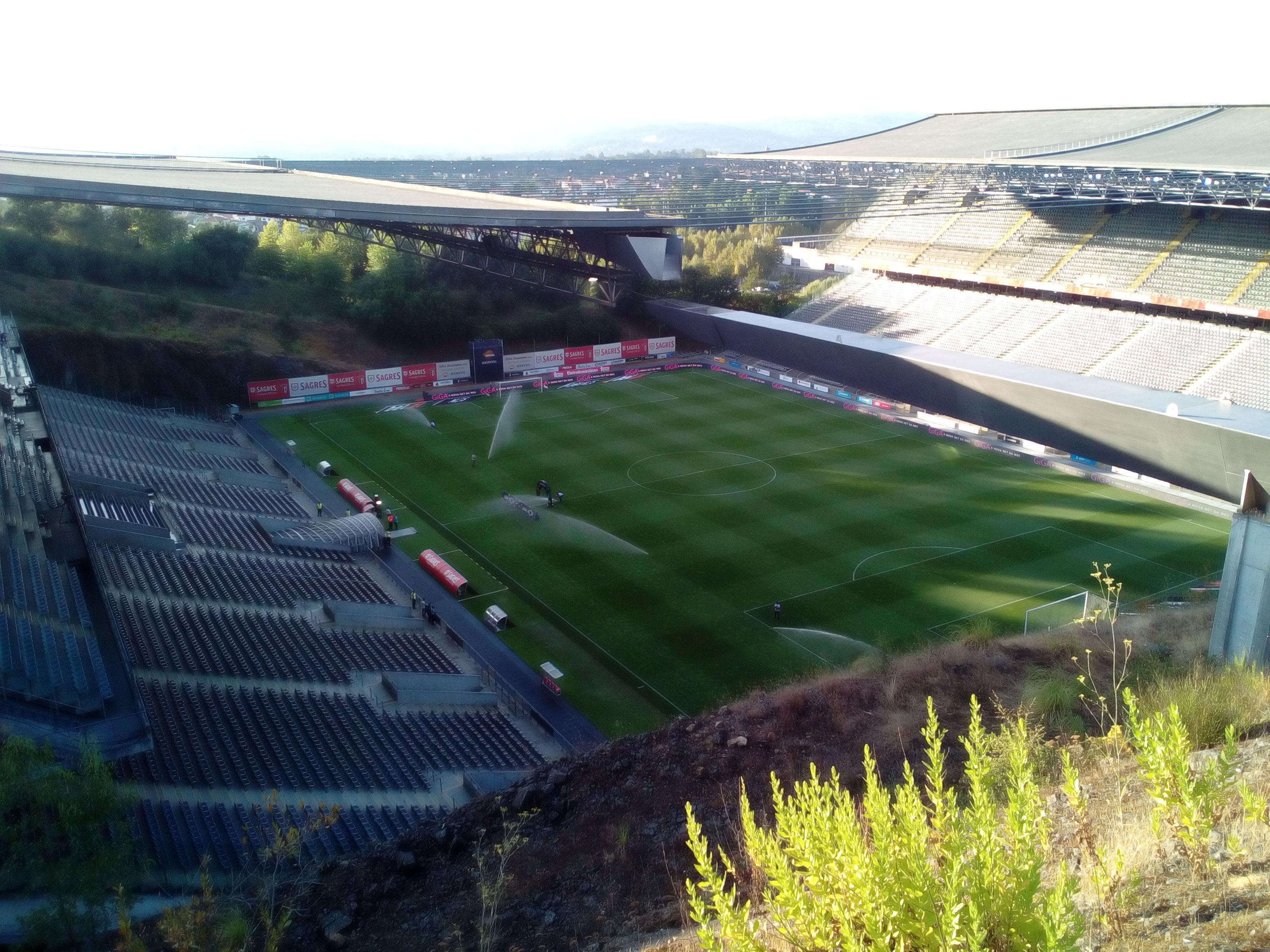
Vista esterna
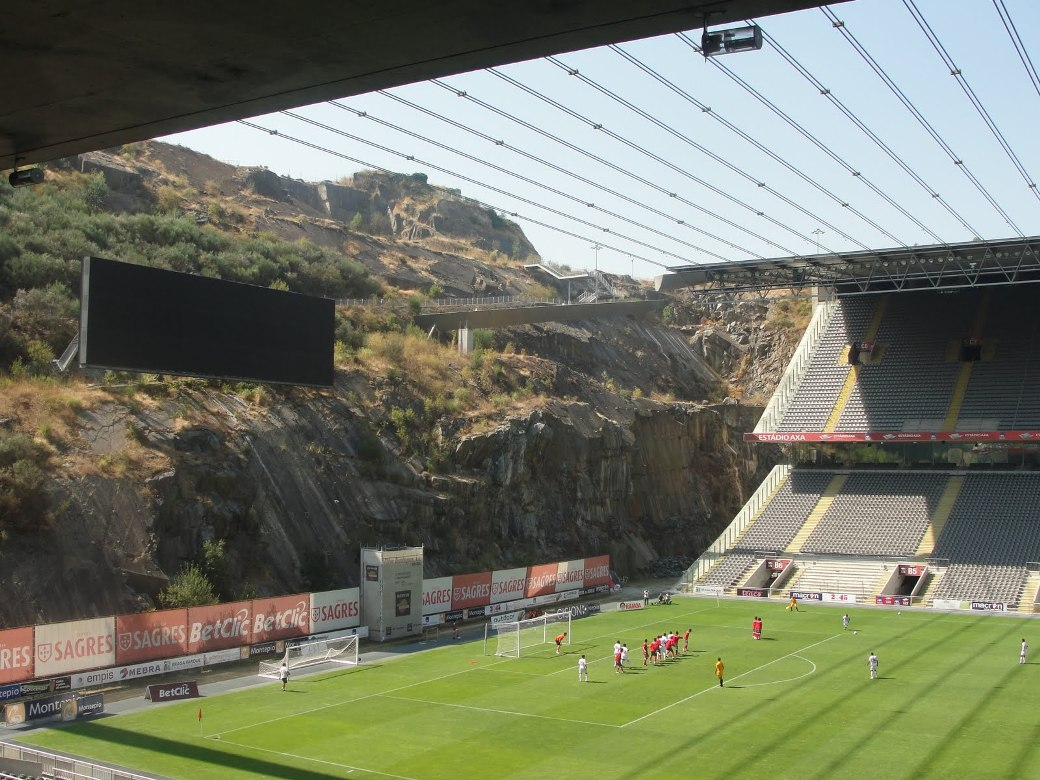
La caratteristica parete rocciosa su uno dei lati
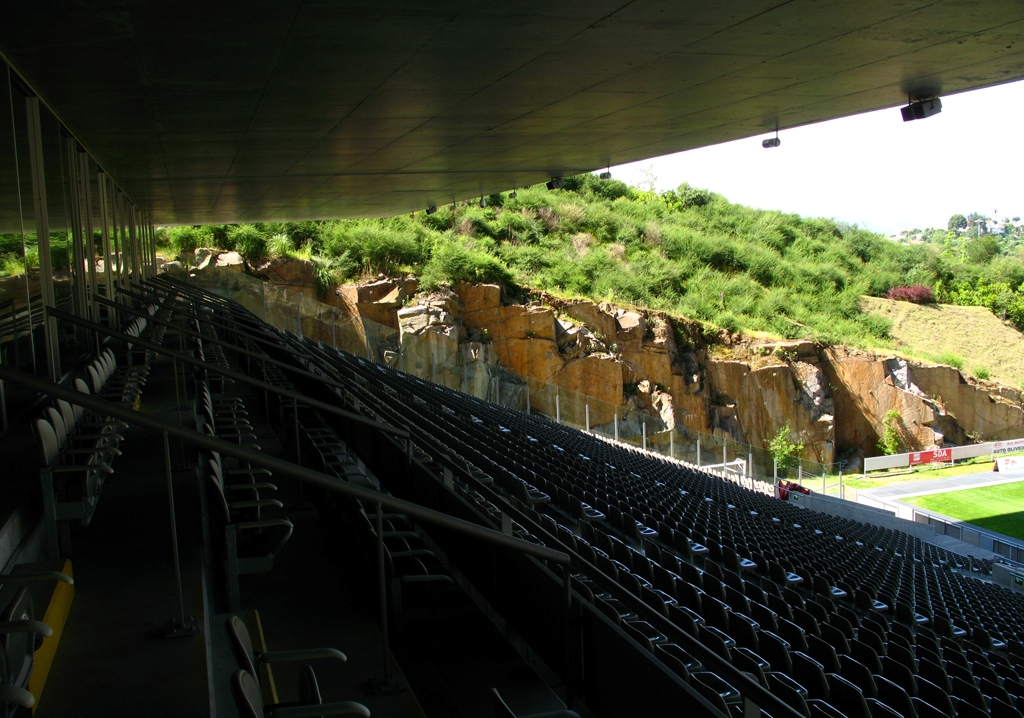
Vista interna
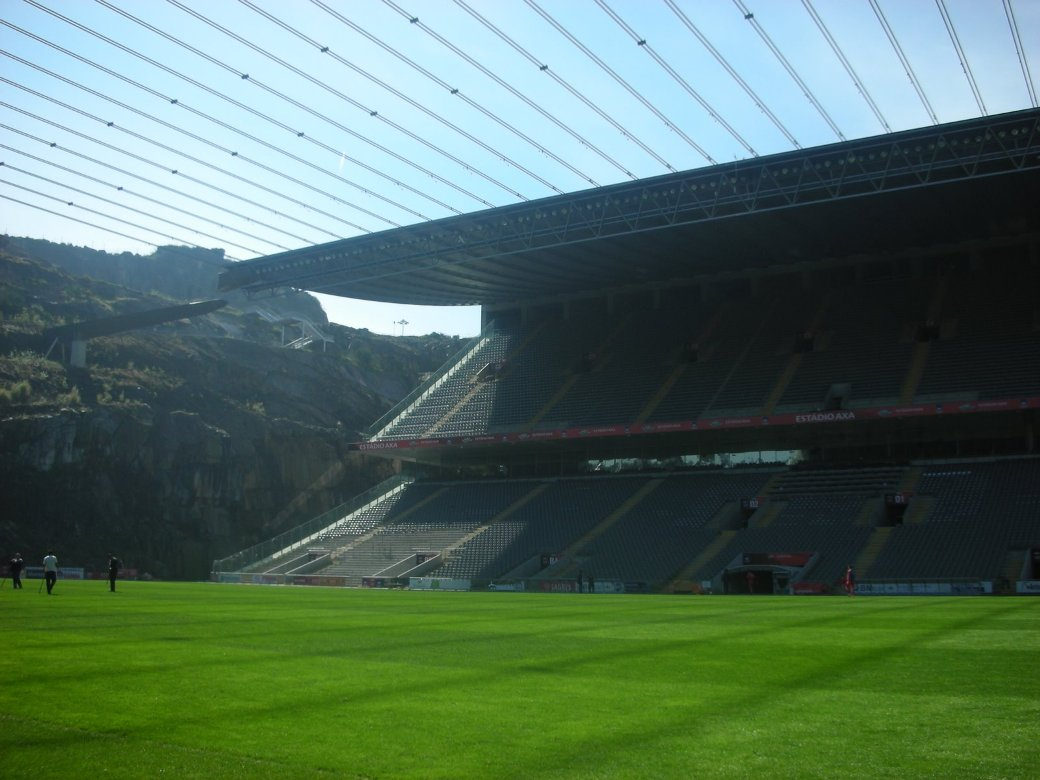
Vista interna
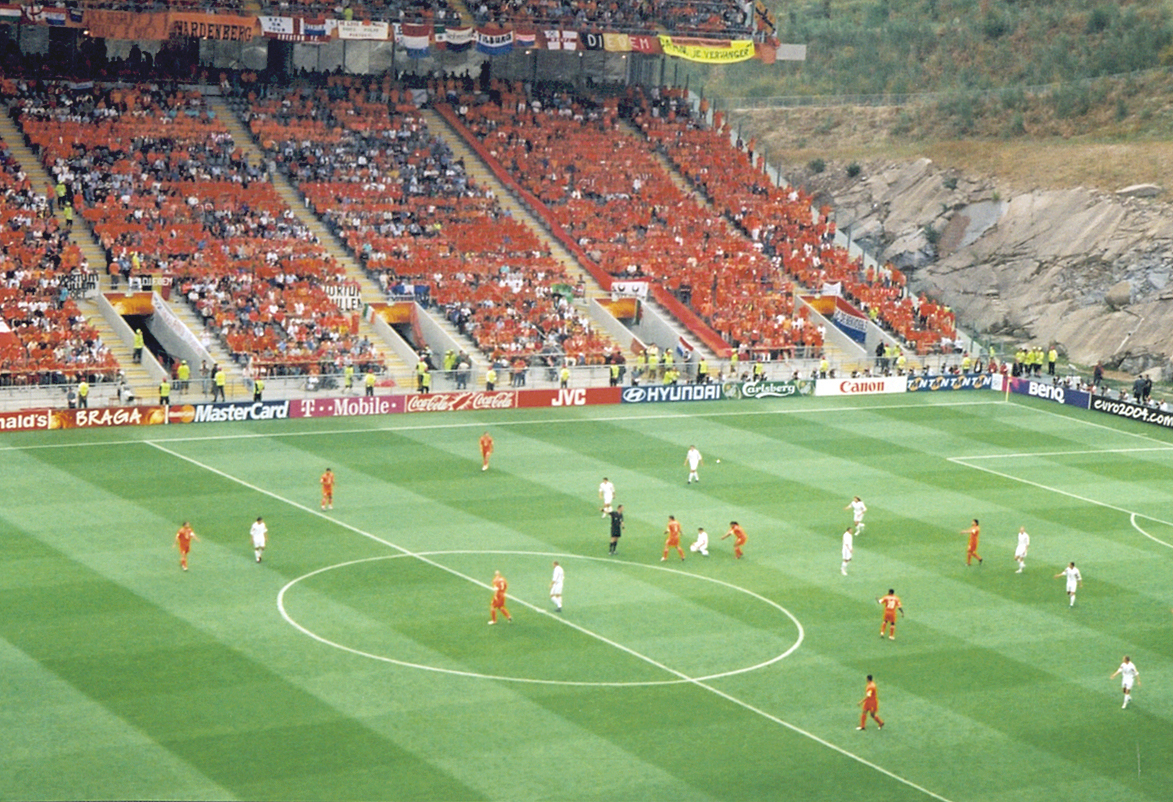
Vista interna
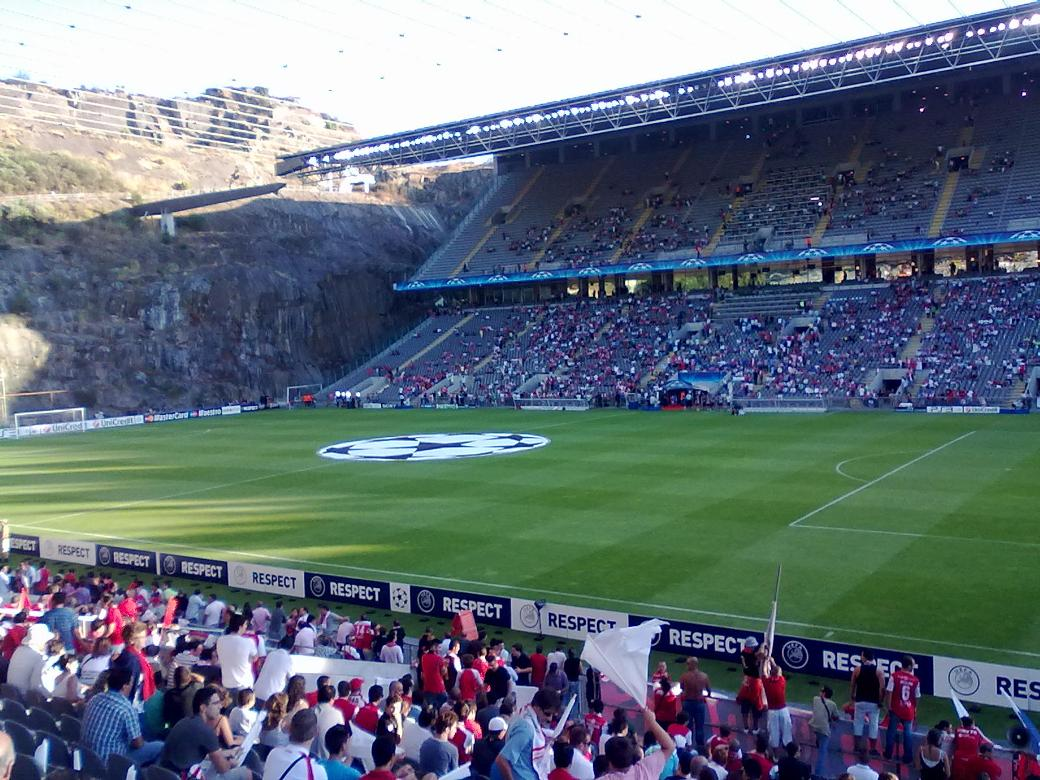
Vista interna